# Éric Andrieu

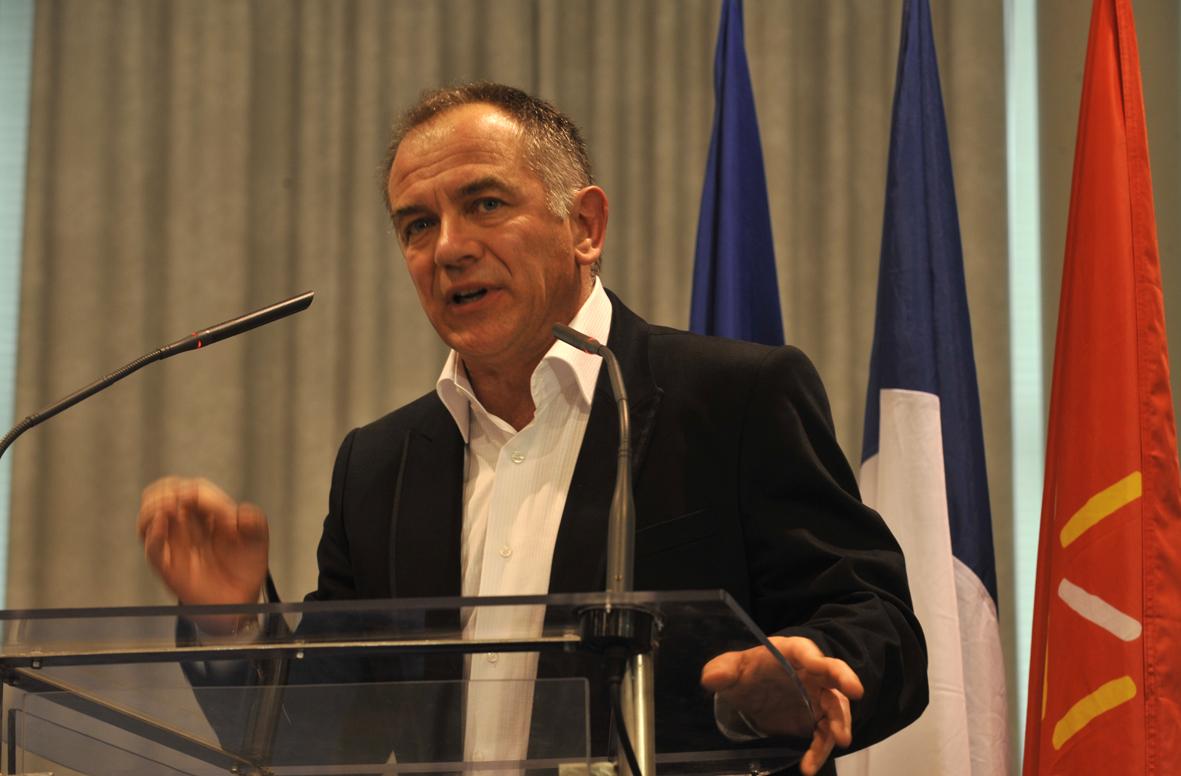
Éric Andrieu

Éric Andrieu (* 14. April 1960 in Narbonne) ist ein französischer Politiker des Parti socialiste (PS).
Andrieu legte das Abitur und das Staatsdiplom für Soziokulturelle Animation ab. Er war als Studienbeauftragter, Beauftragter für interkommunale Chartas und Berater für Kommunalentwicklung in Kleinstunternehmen tätig. Von 2006 bis 2012 war er parlamentarischer Assistent.
2005 wurde Andrieu Vorsitzender der PS im Département Aude, seit 2009 gehört er deren bureau national und Landesvorstand an. Von 1990 bis 2000 war er Vorsitzender der öffentlichen Einrichtung für interkommunale Zusammenarbeit im Gemeindeverband Communauté de communes du Massif de Mouthoumet, danach gehörte er dem Rat des Gemeindeverbandes an. Seit 1995 ist er Bürgermeister der Gemeinde Villerouge-Termenès, wo er auch dem Gemeinderat angehört. Er war ferner zwischen 1988 und 2004 Generalrat im Département Aude und von 2004 bis 2010 stellvertretender Vorsitzender des Regionalrates der Region Languedoc-Roussillon. 2012 rückte er als Nachfolger von Kader Arif in das Europäische Parlament nach. 2014 und 2019 wurde erneut ins Europäische Parlament gewählt. Am 1. Juni 2023 legte er sein Mandat nieder. Für ihn rückte Christophe Clergeau nach. Im Europäischen Parlament saß Andrieu im Ausschuss für Landwirtschaft und ländliche Entwicklung und in der Delegation in der Parlamentarischen Versammlung der Union für den Mittelmeerraum.